# Coudée royale égyptienne

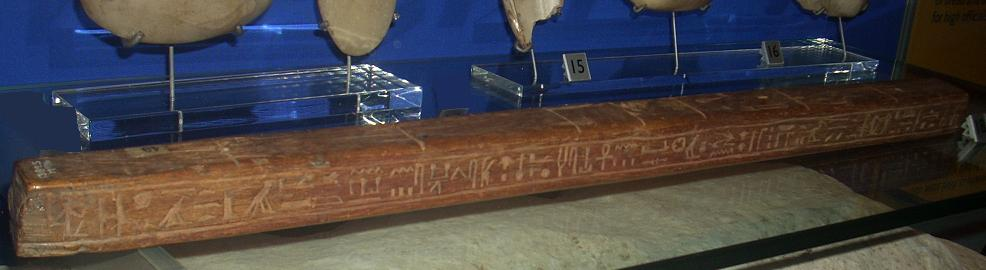
Coudée royale étalon provenant du World Museum de Liverpool

La coudée royale (translittération : mḥ nsw) appelée également grande coudée est la mesure de référence du système de mesures utilisée par les architectes égyptiens dans leurs calculs pour l'élaboration de monuments tel « la grande pyramide de Gizeh ».
Les coudées royales mesurent entre 52 et 54 cm avec de nombreuses occurrences situées entre 52,3 et 52,5 cm au Nouvel Empire. Les longueurs ont varié en fonction à la fois du lieu et de l'époque.
La coudée royale est à distinguer de la petite coudée égyptienne qui mesure environ 45 cm.

## Écriture hiéroglyphique
Le mot coudée s'écrit en hiéroglyphes :
| V22 · D42 |

| V22 · D42 |

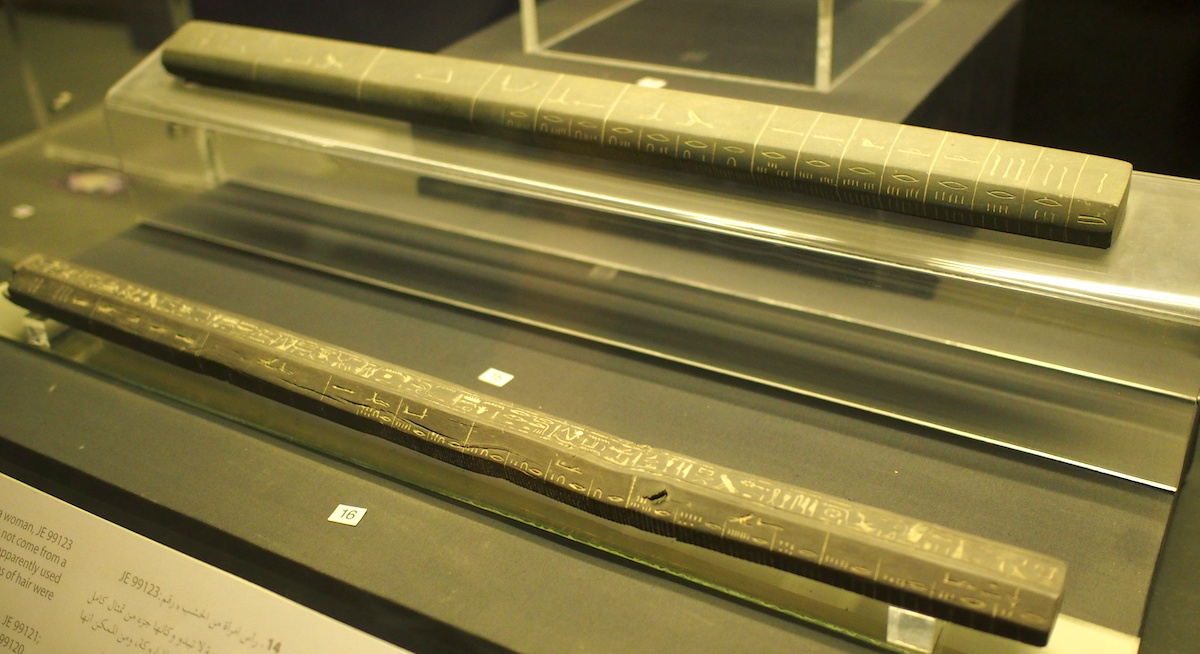
Coudée royale égyptienne dite de Aper-el présentée au musée de Saqqarah

On trouve également dans les textes les abréviations suivantes :
| D42 |

| D42 |

| D36 |

| D36 |

et la coudée royale s'écrit :
| M23 | X1 · N35 | V22 · D42 |

| M23 | X1 · N35 | V22 · D42 |

## Système de mesure digital
La coudée royale est l'étalon d'un système de mesure, appelé système digital, se déclinant en doigt, palme (quatre doigts), main (cinq doigts), petit empan (trois palmes), grand empan (trois palmes et demi).
Il existe deux systèmes de mesure avant et après la réforme métrologique de la XXVIe dynastie. Avant cette date, la coudée vaut vingt-huit doigts alors qu'après cette date, elle passe à vingt-quatre doigts, on parle alors de coudée royale réformée.
La longueur effective de la coudée royale ne changeant pas significativement entre ces deux périodes, ce sont toutes les sous-unités qui voient leur longueur augmenter d'un facteur de 7/6.

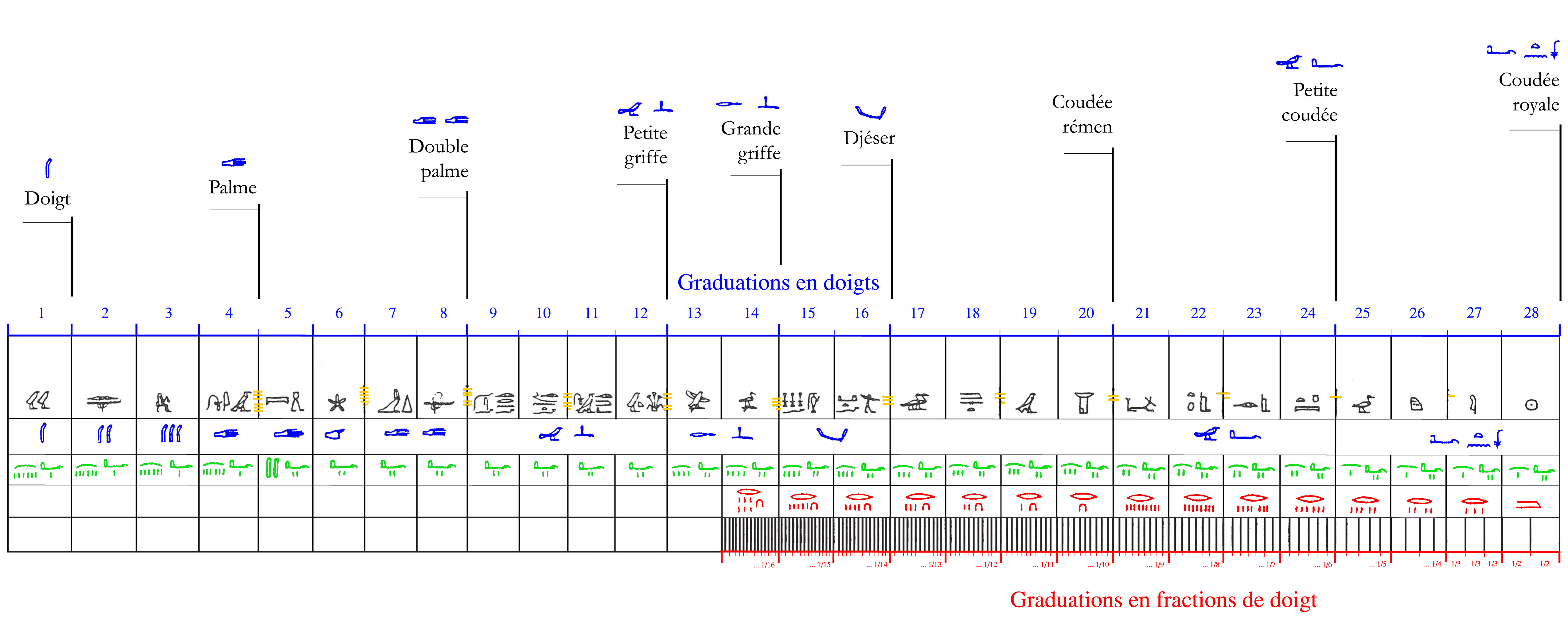
Schéma d'une coudée royale étalon construit à partir de la coudée royale du Musée égyptologique de Turin

### Subdivisions
Avant la réforme, les divisions les plus courantes étaient les suivantes :
- la coudée est divisée en sept paumes[note 2] (ou palmes) (environ 7,5 cm) :

| O42 | Q3 · N11 |

| O42 | Q3 · N11 |

- paumes elles-mêmes divisées en quatre doigts (environ 1,86 cm par doigt) :

| I10 · D58 | D36 | D50 |

| I10 · D58 | D36 | D50 |

- les longueurs inférieures au doigt sont exprimées en fractions.

L'artisanat employait parfois la perche valant 1,25 coudée (0,653 m)[réf. souhaitée] :
| N35 · D58 | M17 | Z7 | T19 |

| N35 · D58 | M17 | Z7 | T19 |

Son nom a donné en grec naubion (pluriel, naubia).

### Multiples
- Le khètennouh (litt. bâton de corde[note 3]), en abrégé, le khèt, mesurait cent coudées (environ 52,3 m)[6] :

| M3 · X1 · Z1 | N35 | N35 · U19 · W24 | V28 |

| M3 · X1 · Z1 | N35 | N35 · U19 · W24 | V28 |

| M3 · X1 · Z1 |

| M3 · X1 · Z1 |

- L'itérou (litt. fleuve, mesure fluviale), de 20 000 coudées (environ 10,46 km)[6] :

| M17 | X1 · D21 | G43 | N35A | N36 · N21 · Z1 |

| M17 | X1 · D21 | G43 | N35A | N36 · N21 · Z1 |

À partir du Moyen Empire, les Égyptiens estimèrent la longueur de leur pays, d'Éléphantine à Béhédet, à 106 itérou (environ 1 108,76 km), dont quatre-vingt-six (environ 899,5 km) pour la Haute-Égypte, d'Éléphantine à Per-Hâpy, et vingt (environ 209,20 km) pour la Basse-Égypte, de Per-Hâpy à Béhédet.
L'itérou est parfois appelé itérou de navigation,:
| M17 | X1 · D21 | E23 · Z7 | N35A | N36 | N35 | S29 | Aa28 | D46 · W24 | G43 | X1 · P1 | D54 |

| M17 | X1 · D21 | E23 · Z7 | N35A | N36 | N35 | S29 | Aa28 | D46 · W24 | G43 | X1 · P1 | D54 |

### Formules générales
1 khèt = 100 coudées = 700 paumes = 2 800 doigts
ou
1 coudée = 7 paumes = 28 doigts

## Longueurs

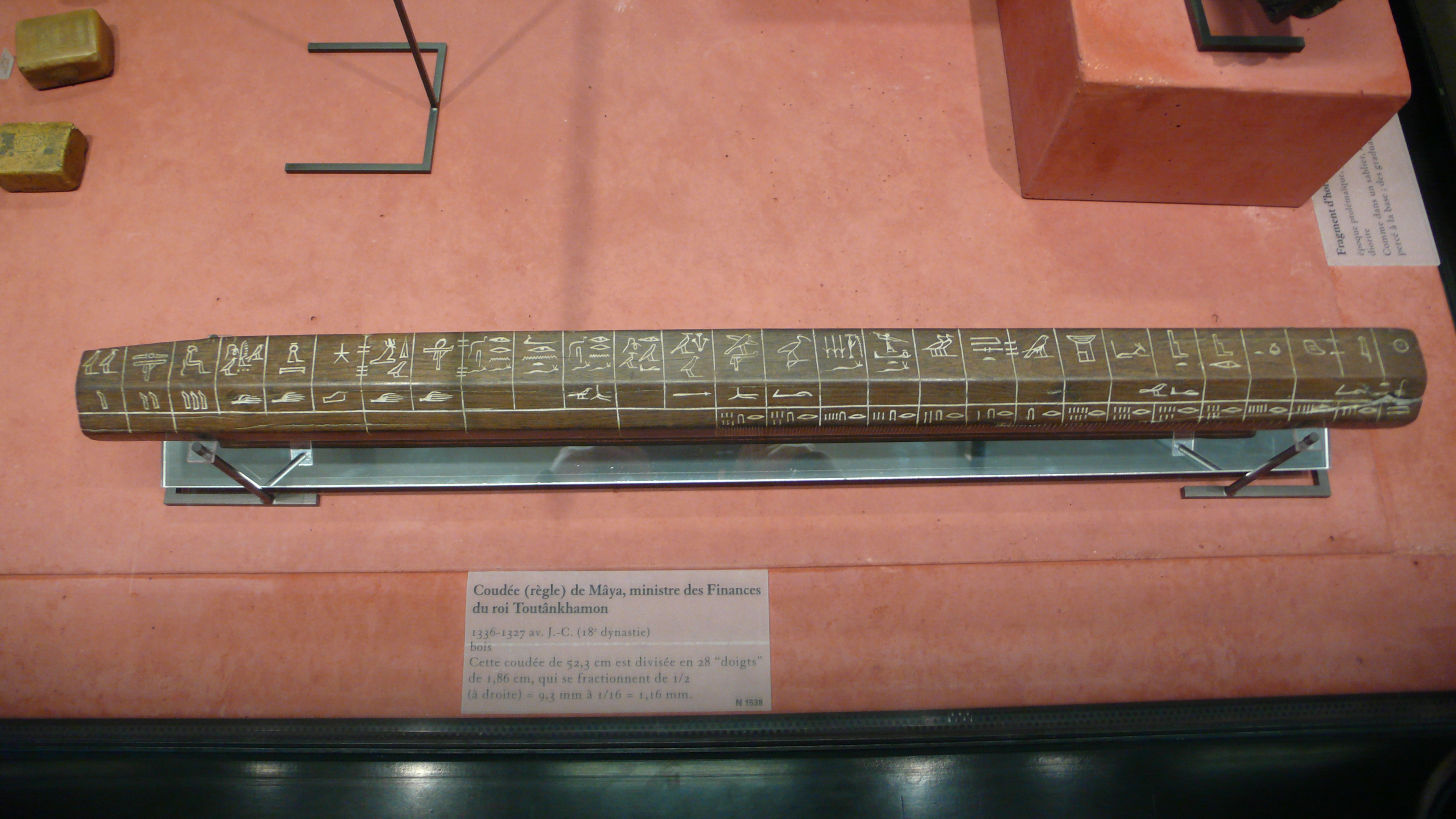
Coudée de Maya (scribe de Toutânkhamon) ; fin XVIIIe dynastie

La valeur métrique d'une coudée royale a donné lieu à de nombreux débats, mais il semble acquis maintenant que sa longueur a varié dans le temps et l'espace. Il existe en fait plusieurs coudées royales dont la valeur a varié en fonction non seulement du lieu et de l'époque mais parfois même du bâtiment. Toutes les valeurs ou presque de cette coudée se trouvent situées entre 52 cm et 54 cm. Au Nouvel Empire, une valeur de la coudée royale située entre 52,3 cm et 52,5 cm semble être observée avec une certaine constance.
On peut évaluer la longueur de cette unité de mesure sur les monuments eux-mêmes. Un exemple souvent cité, est celui d'Isaac Newton qui, se servant des mesures de l'intérieur de la grande pyramide publiées en 1646 par John Greaves, et attribuant à la chambre du roi les dimensions de vingt coudées sur dix coudées, évalue la coudée royale, ou coudée de Memphis, à 1,719 pieds, soit environ 52,4 cm, tout en précisant qu'il faudrait examiner davantage la pyramide et multiplier les mesures pour déterminer avec une meilleure exactitude la longueur de celle-ci. Ce que fit par exemple Flinders Pétrie à l'issue d'une campagne de mesure sur le plateau de Gizeh. Ce dernier évalua la coudée royale à 52,375 cm[réf. incomplète]. L'architecte Gilles Dormion l'évalua quant à lui à 52,35 cm pour la grande pyramide de Khéops dont il publie les plans dans son livre[réf. incomplète]. On en trouve aussi la trace dans des blocs de pierre, les « talatates » servant à la construction de monuments à Karnak. Ces blocs de pierre semblent être construits selon l'étalon de la coudée royale, faisant une coudée de long sur une demi-coudée de large, ce qui place la coudée selon les auteurs à 54 cm (cette mesure de 54 cm est identique à celle de la coudée nilométrique de l'Île de Roda au Caire,) ou 52 cm.
La coudée royale apparaît aussi dans les tombes sous forme de règles sur lesquelles figurent toutes les graduations du système digital égyptien. Certaines de ces règles semblent usées par la pratique mais d'autres semblent n'avoir qu'une vocation votive.
Une coudée, découverte en bon état à Memphis, est conservée aux Musées royaux de Turin. Sa longueur, mesurée avec soin en 1814 par les savants italiens de l'Académie Royale de Turin Georges Bidone et Giovanni Antonio Amedeo Plana, est d'environ  52,35 cm.
Une autre coudée, la coudée de Maya, est présentée au musée du Louvre. Elle est attribuée à Maya le directeur de la maison de l'argent du seigneur des Deux Terres, le scribe royal de Toutânkhamon.
La coudée de Maya a les dimensions suivantes :
- longueur : 52,3 cm
- largeur : 3,2 cm
- épaisseur : 2,4 cm

Les archéologues ont observé des proportions exprimables en coudée royale de 52,5 cm sur les tours et les murs des remparts d'Apollonie de Cyrène, construits durant la période lagide.
Certains voient dans la coudée royale une mesure faisant partie d'un système ésotérique reliant le mètre, la coudée et le nombre Pi.
Effectivement, en prenant comme longueur de la coudée royale 52,36 cm, le mètre serait égal au diamètre d'un cercle de circonférence six coudées avec une erreur relative inférieure à 2,5 × 10−6. C'est le cas par exemple de Charles Funck-Hellet dans son essai de métrologie sur la coudée royale,. Mais cet essai est critiqué par l'égyptologue Jean-Philippe Lauer estimant que Funck-Hellet est parti de données inexactes et s'est fondé sur des coïncidences pour aboutir à des « conclusions hasardeuses auxquelles on ne saurait souscrire ».

## Coudée royale et autres coudées
Jusqu'à la XXVIe dynastie, existe aussi une coudée naturelle, ou petite coudée correspondant à six palmes. Elle apparait sur les règles étalon de la coudée royale, ce qui prouve que son usage est concomitant à celui de la coudée royale. Sa longueur d'environ 45 cm est plus proche de la longueur anatomique d'une coudée (longueur du bras prise du coude jusqu'au majeur). Son découpage en six palmes de quatre doigts permet un repérage plus facile des premières fractions 1/2, 1/3, 1/4, 1/6, 1/8. Cette coudée semble être réservée à un usage domestique alors que la coudée royale serait destinée à l'architecture et à la mesure des terres. C'est l'opinion d'Erik Iversen et Gay Robins (Legon 1996, Les origines de la coudée égyptienne).
Les égyptologues émettent diverses hypothèses concernant l'origine de ces deux coudées et l'existence de la septième palme de la coudée royale, moins pratique en termes de fraction, mais aucune d'entre elles ne recueille l'unanimité. On a pensé qu'il était possible que les architectes, pour des grandes longueurs, aient pris l'habitude de mettre bout à bout des petites coudées en intercalant une palme qui leur servait de repère pour déplacer la coudée. A également été évoqué le fait que la coudée royale pourrait être issue de la mise bout à bout de deux « sandales royales ». John Legon émet également l'hypothèse qu'aurait perduré une division de la grande coudée en six parties et que sa division en sept parties aurait une signification religieuse. Il juge comme possible que la petite coudée soit en fait de longueur variable et pourrait être égale aux 5/6 d'une coudée royale. C'est également lui qui développe l'idée selon laquelle le canon esthétique égyptien serait fondé sur la coudée royale qui correspondrait alors au tiers de la hauteur d'un homme du pied jusqu'à la racine des cheveux.
On trouve également, sur les règles étalon, la coudée sacrée valant quatre palmes qui correspond au pied grec et la coudée-remen de cinq palmes qui pourrait correspondre à la diagonale d'un carré d'une demi-coudée (5/7 est proche de √2/2).